# 메타 검색 엔진

메타 검색 엔진의 구조

메타 검색 엔진은 키워드 검색 쿼리를 전송하면 서버가 이를 받아 미리 지정한 포털 사이트들에 쿼리를 전송하여 각 포털 사이트의 검색결과를 받아 사용자에게 한번에 보여주는 엔진이자, 검색 도구이다. 검색대상 콘텐츠에 따라 실시간으로 포털 사이트에 쿼리를 전송하기도 하며 각 포털 사이트의 콘텐츠를 미리 수집하여 자체 데이터베이스화를 한 다음 사용자의 쿼리가 있을 경우 자체에서만 결과를 보여 주기도 한다.

## 역사
메타 검색의 개념을 통합한 최초의 인물은 콜로라도 주립 대학교의 Daniel Dreilinger였다. 그는 사용자가 최대 20개의 다른 검색 엔진과 디렉터리를 한 번에 검색할 수 있게 하는 SearchSavvy를 공개했다. 빠르긴 했지만 이 검색 엔진은 단순한 검색으로 제한이 되었으므로 신뢰성이 너무 없었다. 워싱턴 대학교의 학생 Eric Selberg는 더 업데이트된 버전을 공개했으며 이름은 메타크롤러이다.
또다른 메타검색 엔진은 1996년 5월 20일 만들어진 핫봇(HotBot)이며 당시 와이어드가 소유하고 있었다. 잉크토미와 다이렉트 히트 데이터베이스에서 오는 검색 결과를 가진 검색 엔진이었다.
한국의 경우 1995년에 최초의 한글검색엔진인 '코시크(kor-seek)'와 1996년에 서비스를 시작한 '까치네'의 두 검색엔진을 동시에 검색해주기 위해 서비스를 개시한 미스다찾니가 최초의 메타검색엔진으로 알려져 있다.

## 같이 보기
- 검색 엔진 최적화